# Agustín Almodóvar
Agustín Almodóvar Caballero (Calzada de Calatrava, 25 maggio 1955) è un produttore cinematografico e attore spagnolo.
È il fratello minore del regista Pedro Almodóvar.

## Biografia
Si laureò in chimica presso l'Università Complutense di Madrid. Mosse i primi passi nella produzione cinematografica col film Sé infiel y no mires con quién di Fernando Trueba. Nel 1986 lui e Pedro fondarono la società di produzione El Deseo.  Questa società ha poi prodotto tutti i film di Almodóvar fin dal 1986, e diverse co-produzioni con la Francia. È membro dell'Accademia delle Arti e delle Scienze Cinematografiche di Spagna.